# Iwie (miasto)
Iwie (błr. Іўе, Iuje; ros. Ивье, Iwje) – miasto na Białorusi, w obwodzie grodzieńskim, 8,1 tys. mieszkańców (2010), 158 km od Grodna. Miejscowość znana jest jako największe na Białorusi skupisko Tatarów.
Miasto magnackie położone było w końcu XVIII wieku w powiecie oszmiańskim województwa wileńskiego.

## Historia

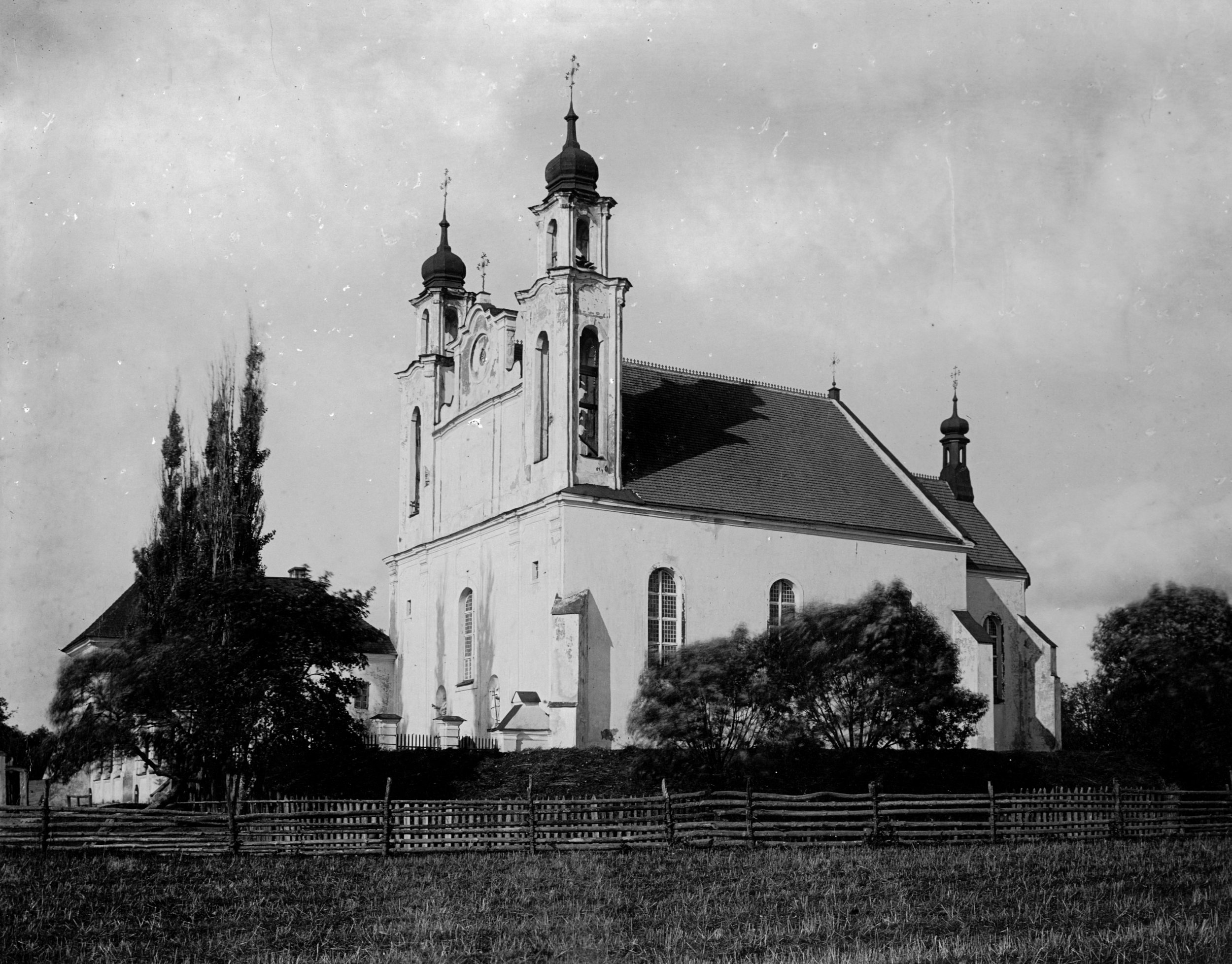
Kościół śś. Piotra i Pawła przed 1914

Miejscowość założona w 1394 r. przy dworze książąt litewskich w granicach Wielkiego Księstwa Litewskiego. W 1566 Iwie były miasteczkiem w powiecie oszmiańskim, istniała tu szkoła braci polskich, której rektorem w latach 1585–1593 był Jan Namysłowski. Odbywały się też tu synody braci polskich.
W 1598 w miasteczku Iwie osiedlili się pierwsi Tatarzy. W 1631 ufundowany został klasztor bernardyński przy istniejącym od XV w. kościele św. św. Piotra i Pawła. Po III rozbiorze Polski w 1795 miejscowość znalazła się w granicach Imperium Rosyjskiego. W 1830 roku spłonął parafialny drewniany kościół katolicki pod wezwaniem św. Michała z 1781 r., który wznosił się przy rynku. W 1843 r. miejscowe dobra znalazły się we władaniu hrabiów Zamoyskich, z fundacji Elfrydy z Tyzenhauzów Zamoyskiej zbudowano tu w 1884 drewniany meczet.
W okresie II Rzeczypospolitej w latach 1921–1939 miejscowość była siedzibą wiejskiej gminy Iwie. Po agresji ZSRR na Polskę włączone do Białoruskiej SRR. W 1940 otrzymało status osiedla typu miejskiego i centrum rejonu. 
Podczas okupacji hitlerowskiej, we wrześniu 1941 roku Niemcy utworzyli getto dla żydowskich mieszkańców. Przebywało w nim około 4000 osób. We wrześniu 1943 roku Niemcy zlikwidowali getto, Żydów zamordowano w Staniewiczach, część wywieziono do obozów pracy i do obozów na Majdanku i Sobiborze. 
Około 1960 zburzona barokową kapliczka przy drodze do Berezowiec. Od 2000 miasto.
W 1932 w Iwiu urodził się Stanisław Fita – polski historyk literatury, profesor.

## Zabytki
Zabytki miasta:
- Kościół pw. św. Piotra i Pawła z lat 1514-po 1544 w stylu późnogotyckim z fundacji Stanisława Kiszki, jego syna Piotra Kiszki i wnuka Stanisława. W 1560 zamieniony przez Annę z Radziwiłłów Kiszczynę na zbór kalwiński. Od 1612 roku ponownie katolicki. W 1631 roku Stanisław Kiszka odebrał kościół kalwinom i przekazał Bernardynom. W 1656 roku poważnie zniszczony w wyniku najazdu moskiewskiego. W 1727 roku ponownie konserwowany. W latach 1776–1780 przekształcono fasadę oraz chór muzyczny z fundacji Heleny Ogińskiej wg projektu Karola Schildhausa. Ambona późnobarokowa z 1777 roku (została zniekształcona podczas ostatniego remontu ponieważ usunięto zespolony z nią konfesjonał). Także z lat 1777-1780 pochodzą ołtarze. Organy z 1908 roku. Kościół wyremontowano w 2009 roku.
- Klasztor Bernardynów z 1636 roku, pierwotnie trzy skrzydłowy z wirydarzem, wyremontowany około 1776 roku kosztem kasztelanowej wileńskiej Heleny Ogińskiej. Częściowo rozebrany przez Rosjan w XIX wieku. Obecnie istnieje tylko skrzydło zachodnie.
- meczet drewniany z 1884 (przysiółek Murawszczyzna)[9]
- mizar
- cerkiew prawosławna pw. św. Gabriela Zabłudowskiego, parafialna
- ruiny synagogi

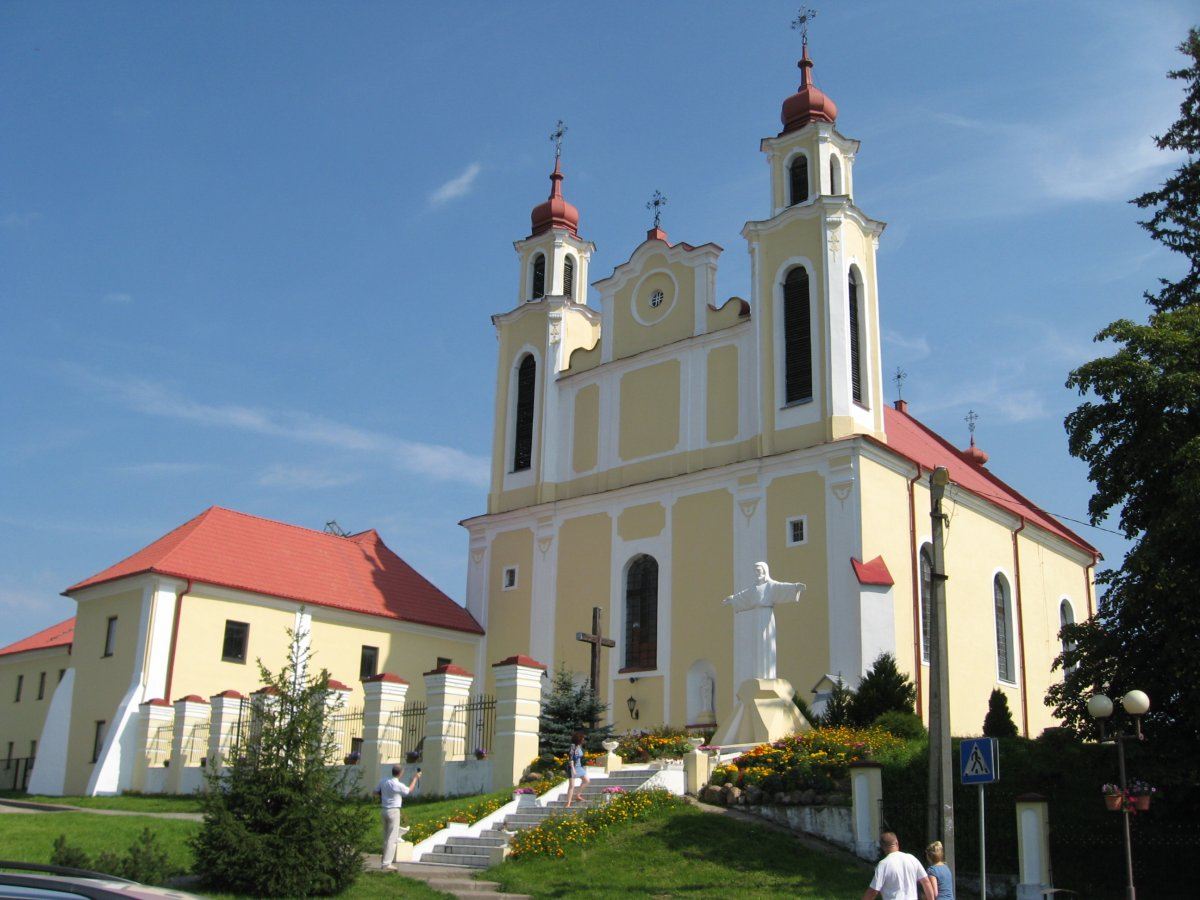
Kościół św. Piotra i Pawła
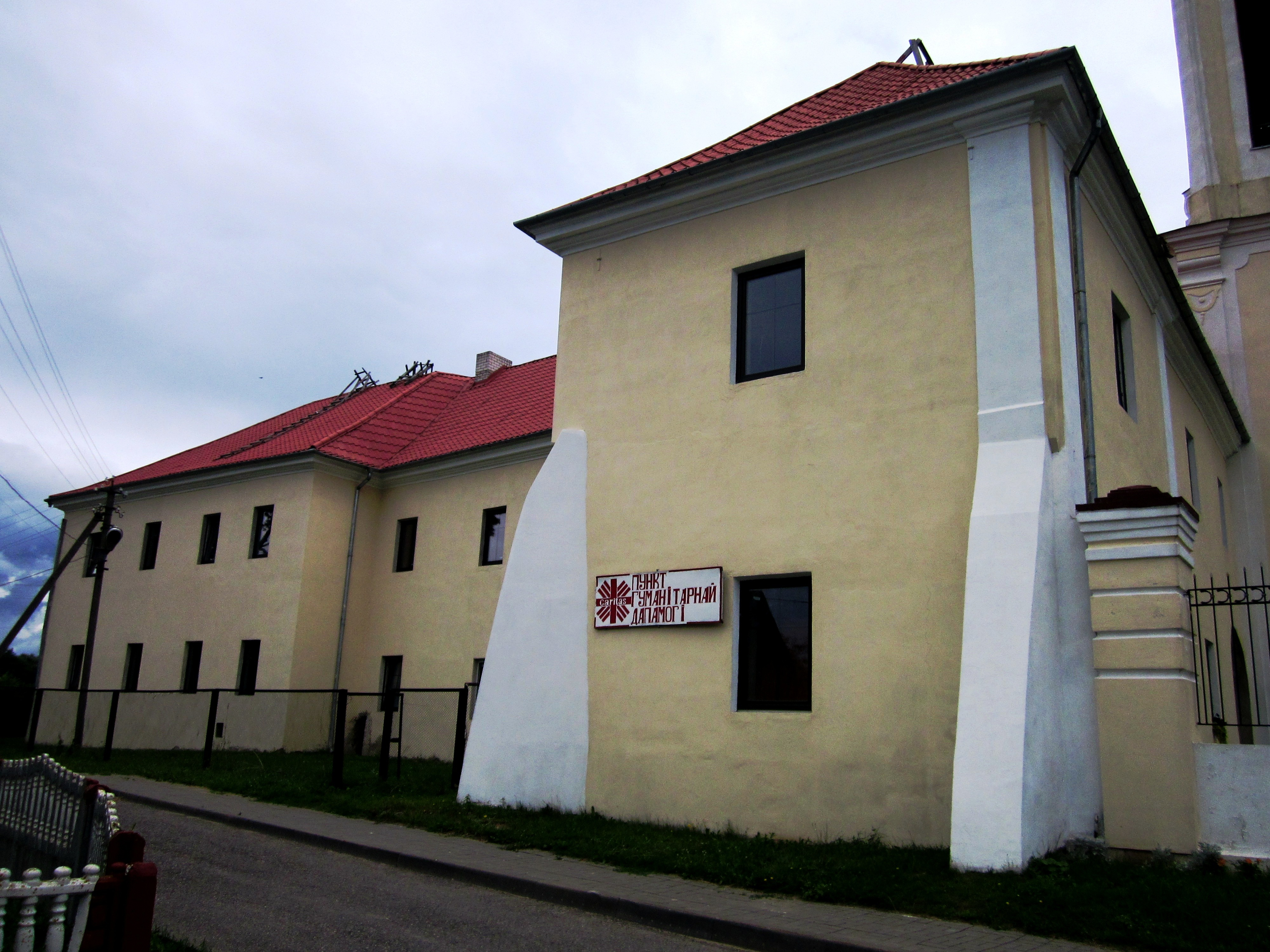
Klasztor Bernardynów
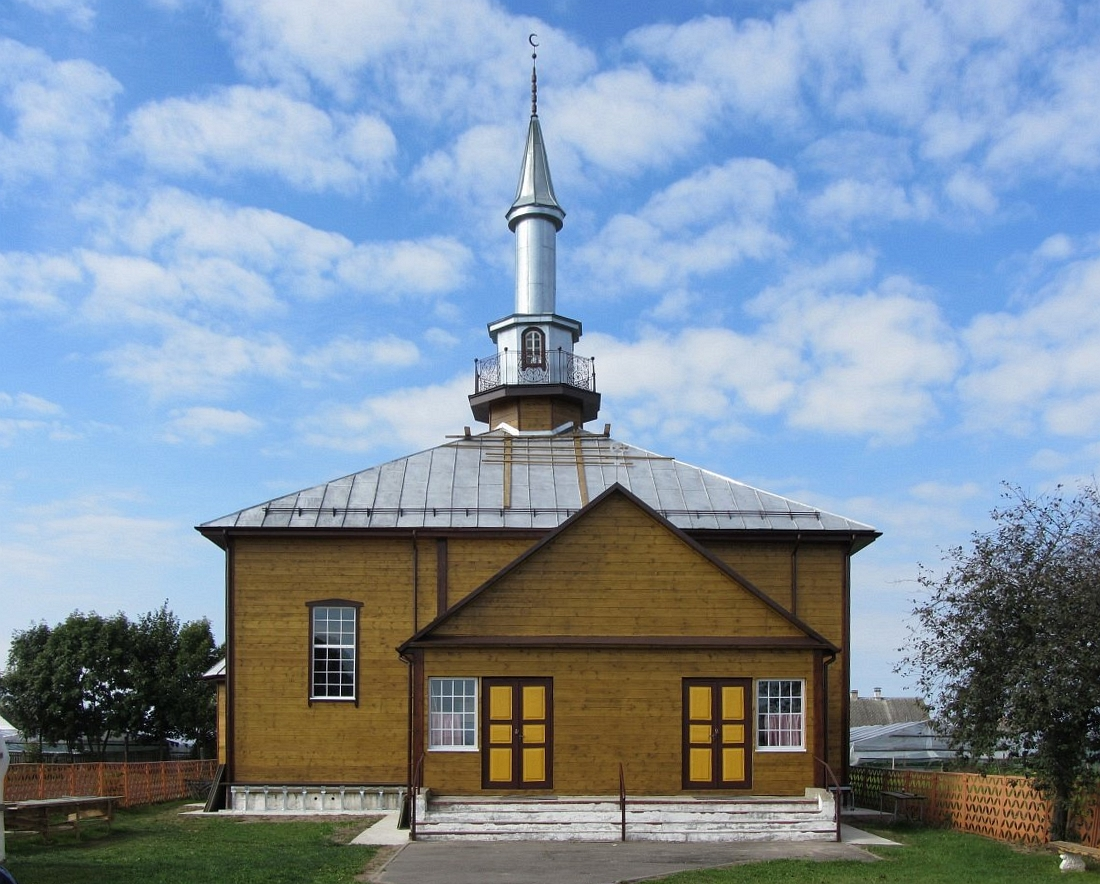
Meczet
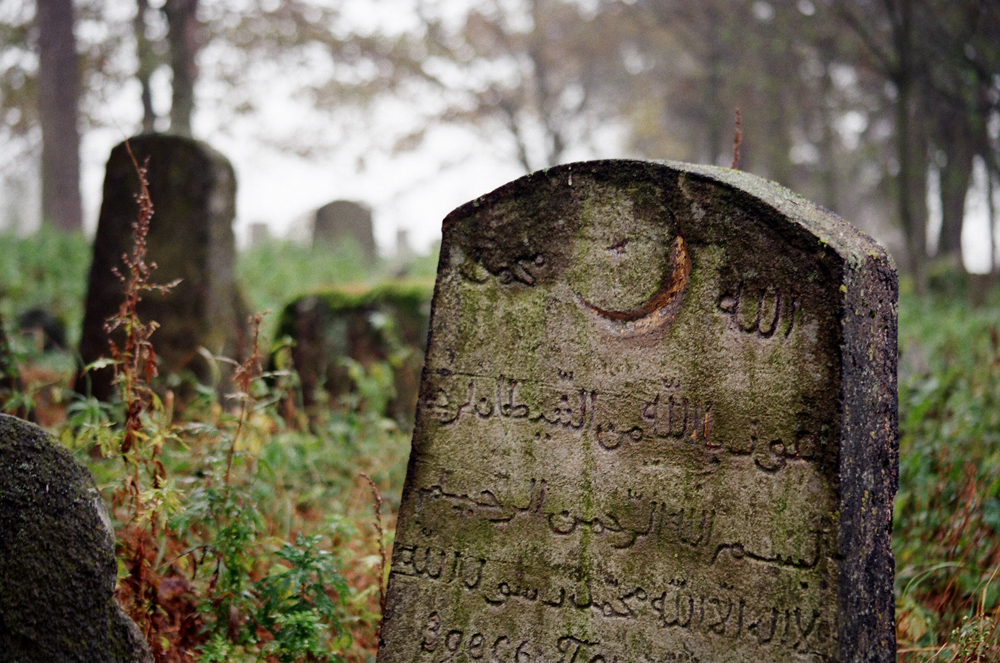
Mizar tatarski
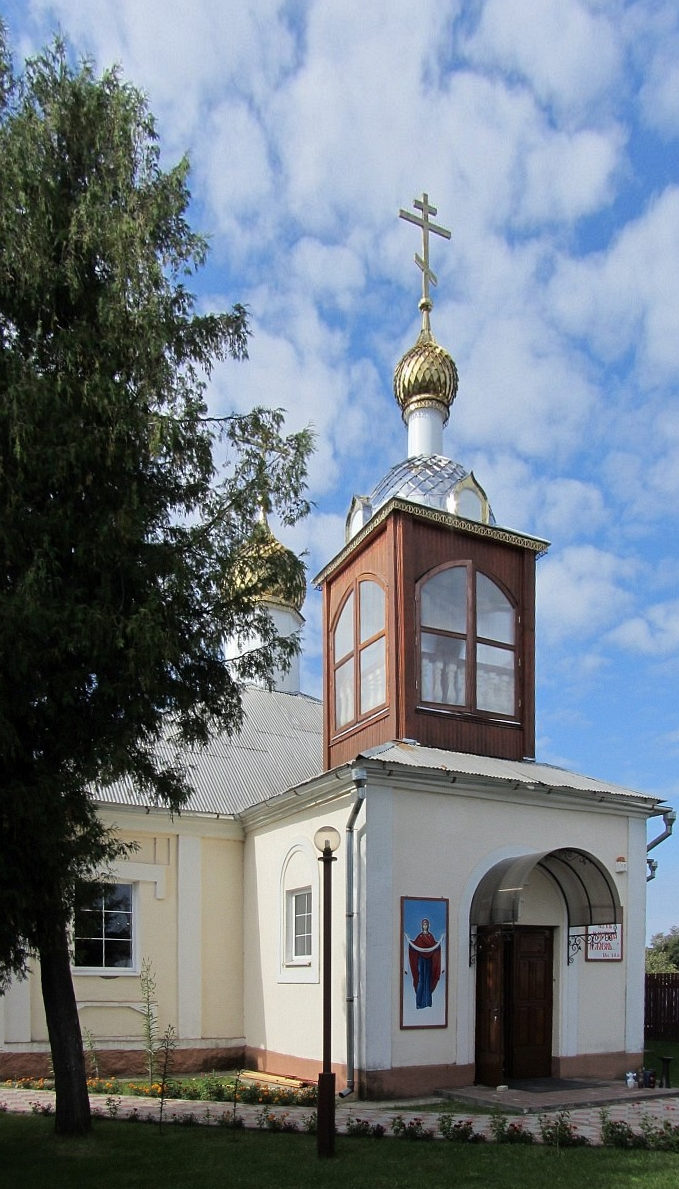
Cerkiew św. Gabriela Zabłudowskiego